# Atri, Abruzzo
Atri (Ἀτρία; Tiếng Latinh: Adria, Atria, Hadria, hoặc Hatria ) là một comune ở tỉnh Teramo thuộc vùng Abruzzo của Ý. Atri có diện tích 92,29 km2, dân số theo ước tính 31 tháng 12 năm 2010 của Viện thống kê quốc gia Ý là 11.239 người. Các đơn vị dân cư: Đô thị Atri giáp với các đô thị: Adria là một thành phố của Picenum, có khoảng cách khoảng 10 km so với biển Adriatic, giữa sông Vomanus (nay là Vomano) và Matrinus (nay là Piomba). Theo Hành trình Antonine xa 15 dặm La Mã từ Castrum Novum, và 14 từ Teate (hiện đại Chieti). Thành phố được thành lập bởi người Hy Lạp từ Aegina và tái lập bởi Dionysius bạo chúa của Siracusa trong thế kỷ thứ 4 trước Công nguyên. Atri là bối cảnh của bài thơ Tiếng chuông Atri của nhà văn Mỹ Henry Wadsworth Longfellow. Tên gọi có nguồn gốc tên của Hoàng đế Hadrian